# Grey (romanzo)
Grey (Grey: Fifty Shades of Grey as Told by Christian) è un romanzo erotico scritto nel 2015 dall'autrice britannica E. L. James. È il sequel della trilogia di Cinquanta Sfumature, ma, mentre i tre libri sono raccontati dalla prospettiva della protagonista femminile, Anastasia, in Grey a raccontare la storia è il protagonista maschile, Christian.
Il romanzo è stato messo in commercio negli Stati Uniti il 18 giugno 2015 per coincidere con la data di nascita di Christian Grey.

## Trama
Christian Grey è un ventisettenne imprenditore di successo, il quale fa la conoscenza di Anastasia "Ana" Steele, ventunenne studentessa di letteratura, che lo intervista per il giornale dell'università al posto della coinquilina, Katherine Kavanagh. I due iniziano a provare una forte attrazione reciproca e Grey arriva a proporre ad Ana una relazione sadomasochista. Con l'inizio della loro relazione niente sarà più come prima.

## Sviluppo
Il 1 giugno 2015 l'autrice ha annunciato di aver ascoltato la forte richiesta dei propri fan e di aver scritto un altro capitolo della saga delle Cinquanta sfumature. Lo stesso giorno ha postato una foto sul proprio account di Instagram la quale ha confermato che il titolo della nuova opera sarebbe stato Grey, che la storia sarebbe stata raccontata dalla prospettiva di Christian Grey, e che la data di uscita sarebbe coincisa con il compleanno del protagonista.
I Pre-Order per il libro negli Stati Uniti sono stati eccezionali, portando un giornalista del The Bookseller a sbilanciarsi definendo il libro come "il più importante dell'anno".
Il libro in Italia, edito da Mondadori, è in vendita dal 3 Luglio 2015.